# Mistrzostwa Europy w Wioślarstwie 2010 – dwójka bez sternika kobiet
Dwójka bez sternika kobiet (W2-) – konkurencja rozgrywana podczas Mistrzostw Europy w Wioślarstwie 2010 w Montemor-o-Velho między 10 a 12 września.

## Harmonogram konkurencji
| Wydarzenie                  | Runda      |
| --------------------------- | ---------- |
| Piątek, 10 września 2010    | Eliminacje |
| Sobota, 11 września 2010    | Repasaże   |
| Niedziela, 12 września 2010 | Finał B    |
| Niedziela, 12 września 2010 | Finał A    |

## Medaliści
| Złoto                                     | Srebro                                     | Brąz                                  |
| Rumunia · Camelia Lupascu · Nicoleta Albu | Niemcy · Kerstin Hartmann · Marlene Sinnig | Chorwacja · Sonja Kešerac · Maja Anić |

## Wyniki

### Eliminacje
Reguła kwalifikacji: 1 → FA, 2.. → R

#### Eliminacje 1
| Miejsce | Zawodnik                                | Kraj     | Czas    | Uwagi |
| ------- | --------------------------------------- | -------- | ------- | ----- |
| 1       | Kerstin Hartmann Marlene Sinnig         | Niemcy   | 7:25,59 | FA    |
| 2       | Oksana Hołub Hanna Hucałenko            | Ukraina  | 7:27,38 | R     |
| 3       | Claudia Wurzel Valentina Calabrese      | Włochy   | 7:31,83 | R     |
| 4       | Kristina Bonczewa Luiza-Marija Rusinowa | Bułgaria | 7:41,55 | R     |

#### Eliminacje 2
| Miejsce | Zawodnik                           | Kraj      | Czas    | Uwagi |
| ------- | ---------------------------------- | --------- | ------- | ----- |
| 1       | Camelia Lupascu Nicoleta Albu      | Rumunia   | 7:27,75 | FA    |
| 2       | Sonja Kešerac Maja Anić            | Chorwacja | 7:31,72 | R     |
| 3       | Maja Żuczkowa Alewtina Podwiazkina | Rosja     | 7:34,59 | R     |
| 4       | Wolha Płaszkowa Hanna Nachajewa    | Białoruś  | 7:40,41 | R     |

### Repasaże
Reguła kwalifikacji: 1-4 → FA, 5... → FB
| Miejsce | Zawodnik                                | Kraj      | Czas    | Uwagi |
| ------- | --------------------------------------- | --------- | ------- | ----- |
| 1       | Sonja Kešerac Maja Anić                 | Chorwacja | 7:37,81 | FA    |
| 2       | Oksana Hołub Hanna Hucałenko            | Ukraina   | 7:38,44 | FA    |
| 3       | Kristina Bonczewa Luiza-Marija Rusinowa | Bułgaria  | 7:43,22 | FA    |
| 4       | Claudia Wurzel Valentina Calabrese      | Włochy    | 7:43,35 | FA    |
| 5       | Maja Żuczkowa Alewtina Podwiazkina      | Rosja     | 7:48,25 | FB    |
| 6       | Wolha Płaszkowa Hanna Nachajewa         | Białoruś  | 7:53,79 | FB    |

### Finał B
| Miejsce | Zawodnik                           | Kraj     | Czas    | Uwagi |
| ------- | ---------------------------------- | -------- | ------- | ----- |
| 1       | Maja Żuczkowa Alewtina Podwiazkina | Rosja    | 7:39,27 |       |
| 2       | Wolha Płaszkowa Hanna Nachajewa    | Białoruś | 7:45,38 |       |

### Finał A
| Miejsce | Zawodnik                                | Kraj      | Czas    | Uwagi |
| ------- | --------------------------------------- | --------- | ------- | ----- |
|         | Camelia Lupascu Nicoleta Albu           | Rumunia   | 7:22,89 |       |
|         | Kerstin Hartmann Marlene Sinnig         | Niemcy    | 7:25,25 |       |
|         | Sonja Kešerac Maja Anić                 | Chorwacja | 7:27,62 |       |
| 4       | Claudia Wurzel Valentina Calabrese      | Włochy    | 7:29,84 |       |
| 5       | Oksana Hołub Hanna Hucałenko            | Ukraina   | 7:31,90 |       |
| 6       | Kristina Bonczewa Luiza-Marija Rusinowa | Bułgaria  | 7:43,46 |       |